# Тополін (Ґарволінський повіт)
Тополін (пол. Topolin) — село в Польщі, у гміні Мацейовиці Ґарволінського повіту Мазовецького воєводства.
Населення — 56 осіб (2011).
У 1975-1998 роках село належало до Седлецького воєводства.

## Демографія
Демографічна структура станом на 31 березня 2011 року:
|          | Загалом | Допрацездатний вік | Працездатний вік | Постпрацездатний вік |
| -------- | ------- | ------------------ | ---------------- | -------------------- |
| Чоловіки | 28      | 7                  | 18               | 3                    |
| Жінки    | 28      | 7                  | 15               | 6                    |
| Разом    | 56      | 14                 | 33               | 9                    |